# Che vita da cani!
Che vita da cani! (Life Stinks)  è un film commedia drammatico del 1991 diretto e interpretato da Mel Brooks.
È stato presentato fuori concorso al 44º Festival di Cannes.

## Trama
Goddard Bolt è un ricchissimo uomo d'affari senza scrupoli che, assistito dai fidati avvocati Pritchard, Knowles e Stevens, progetta di acquistare una delle aree più malfamate di Los Angeles per costruirvi un gigantesco stabile intitolato "Bolt Center". Una volta acquistata una metà di detta area, scopre che l'altra metà è stata acquistata da Vance Craswell, ed i due cominciano a contendersi la reciproca metà di area, fino a che Crasswell propone a Bolt una scommessa: se riesce a sopravvivere per 30 giorni in quel quartiere malfamato e pieno di vagabondi, senza denaro e senza farsi conoscere come Goddard Bolt, allora Crasswell gli cederà la sua metà; in caso contrario, Bolt dovrà cedere la propria metà al rivale. Bolt accetta la sfida e si fa installare alla gamba una ricetrasmittente che inizierà a suonare laddove uscisse dall'area oggetto della scommessa; il protrarsi dell'allarme per più di 30 secondi comporterà la perdita della scommessa. Infine, firma una procura ai suoi avvocati per gestire i suoi affari durante la sua assenza, dopodiché viene accompagnato nel quartiere, dando il via alla sfida.
Tra le vie di questo quartiere Bolt fa la prima conoscenza con Ancora, un anziano che non è potuto entrare in Marina per problemi di salute, il quale inizia a chiamare Bolt con il soprannome "Pepto", poiché si era addormentato su una scatola di PeptoBismol e la scritta gli era rimasta stampata in fronte. Il mattino seguente viene aggredito da una coppia di malviventi (Mastro Victor e Yo) ma viene salvato da Molly, una ex ballerina rimasta senza denaro dopo il fallimento del suo matrimonio, la quale lo porta alla mensa per i poveri, dove rincontrano Ancora insieme al suo amico Scarico, un balbuziente dotato di una misteriosa bevanda in grado di eliminare tutti i germi.
Una notte, approfittando di un forte temporale, Crasswell decide di osteggiare la buona riuscita della sfida di Bolt e fa chiudere la mensa per i poveri; a causa del maltempo Ancora si ammala e, mentre gli altri dormono, si allontana per andare all'ospedale, ma il mattino dopo Bolt lo trova ormai morto in mezzo alla strada. Nel mentre, Crasswell, ormai certo di perdere la scommessa, tenta un ultimo gesto disperato e si reca dal trio di avvocati di Bolt proponendogli di tradire il loro assistito in cambio di uno "sporco mucchio di denaro".
Nel mentre Bolt festeggia con Molly, ignara di tutto, la vittoria della scommessa e, dopo un ballo appassionato, i due si scoprono innamorati. Dopodiché, i due si recano alla casa di Bolt, gremita di gente, e si presenta da Crasswell per sancire la vittoria della scommessa; ma tutti i presenti fingono di non sapere di cosa stia parlando. A quel punto Bolt scopre non solo che i suoi avvocati lo hanno tradito ma anche di essere senza denaro e senza una casa, dato che gli avvocati, approfittando della procura a loro conferita, hanno messo all'asta la casa di Bolt, che è stata acquistata proprio da Crasswell. A questo punto Bolt perde la testa e cerca di portare via alcuni dei suoi beni (tra cui, il ritratto del dottor Gachet di Van Gogh), ma viene fermato dalla sicurezza e a quel punto fugge via, lasciando Molly sola e confusa.
Il mattino seguente, ancora in preda all'esaurimento nervoso, Bolt ha un diverbio con un senzatetto che asserisce di essere Paul Getty Jr., ed iniziano a litigare su chi sia il più ricco tra i due; lo scontro diventa violento e Bolt viene portato in ospedale, dove inizia a lamentarsi di quanto la vita faccia schifo ("Life Stinks", da qui il titolo del film in originale) e i medici gli iniettano talmente tante dosi di torazina da mandarlo in coma, poi si risveglia assistito da Molly, che gli ha appena confessato i suoi sentimenti.
Una volta dimesso, Bolt e Molly scoprono che Crasswell, ormai proprietario dell'intero quartiere, dà il via ai lavori di demolizione della zona, costringendo tutti i senzatetto a dover riparare altrove. Bolt, ormai stanco di fuggire ed intenzionato a riprendere ciò che è suo, convince tutti i clochard a sostenerlo ed invadono il ricevimento seminando il caos e lo sgomento. A quel punto Bolt e Crasswell improvvisano un "duello"  a bordo di due escavatrici a pinza e la spunta Bolt; a quel punto solleva Crasswell con la pinza e lo costringe ad ammettere di aver perso la scommessa.
Alla fine Bolt riprende possesso di tutto ciò di cui era in possesso, e decide di trasformare il quartiere in un grande luogo di ristoro per i senzatetto del luogo, con case gratis ed impianti ospedalieri dotati di ogni comfort; il film si conclude con il matrimonio tra Bolt e Molly.